# Vieira da Silva (cratère)
Pour les articles homonymes, voir Vieira da Silva, Vieira et Silva.

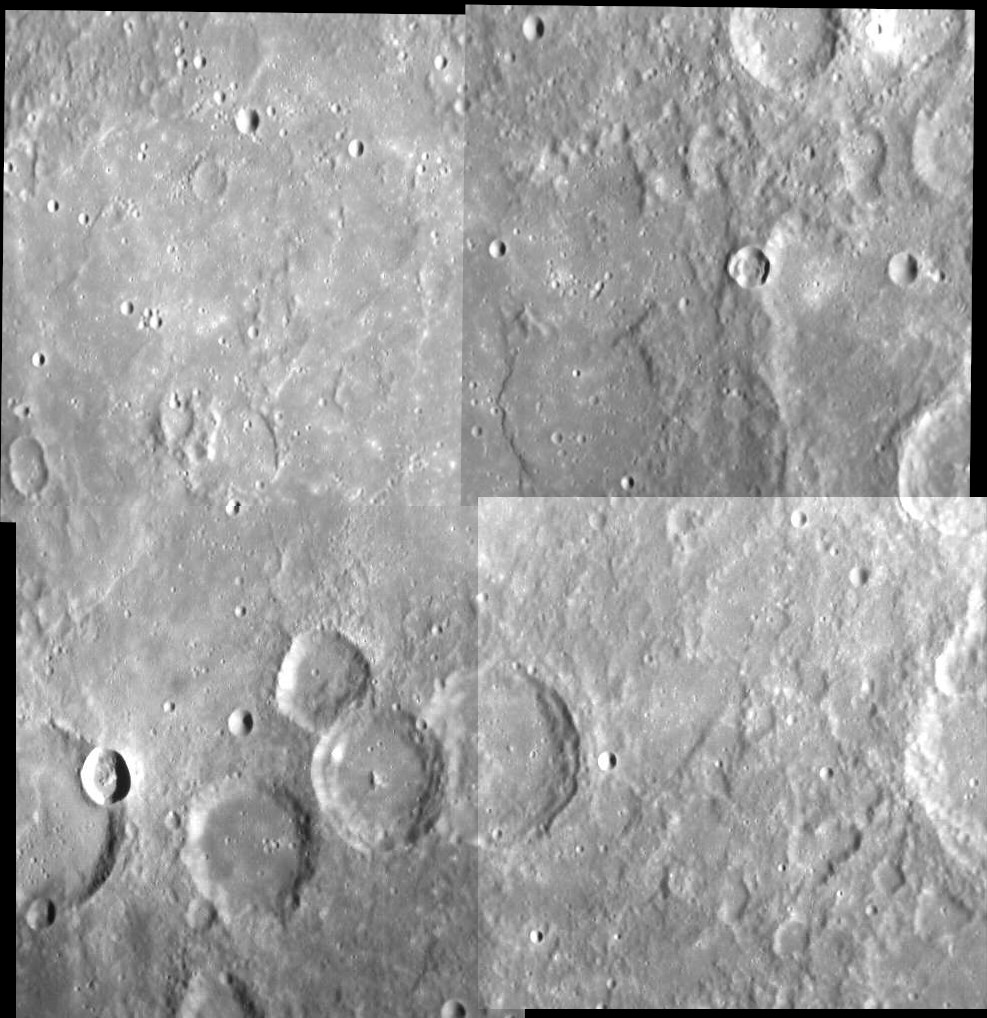
Vue du cratère.

Vieira da Silva est un cratère d'impact présent sur la surface de Mercure.
Le cratère fut ainsi nommé par l'Union astronomique internationale en 2013 en hommage à la peintre franco-portugaise Maria Helena Vieira da Silva.
Son diamètre est de 274 km. Il se situe dans le quadrangle de Beethoven (quadrangle H-7) de Mercure.